# Hiroaki Okuno
Hiroaki Okuno (jap. 奥埜 博亮 Okuno Hiroaki; ur. 14 sierpnia 1989) – japoński piłkarz występujący na pozycji pomocnika, zawodnik Cerezo Osaka.

## Życiorys

### Kariera klubowa
Od 2010 roku występował w klubach: Vegalta Sendai i V-Varen Nagasaki.
4 stycznia 2019 podpisał kontrakt z japońskim klubem Cerezo Osaka, umowa do 31 stycznia 2020; bez odstępnego.

## Sukcesy

### Klubowe
Vegalta Sendai
- Zdobywca drugiego miejsca J1 League: 2012
- Zdobywca drugiego miejsca Pucharu Japonii: 2018